# 227. Infanterie-Division (Wehrmacht)
Die 227. Infanterie-Division war ein Großverband des Heeres der deutschen Wehrmacht im Zweiten Weltkrieg.

## Geschichte
Einsatzräume:
- Deutschland: September 1939 bis Mai 1940
- Belgien: Mai bis Juli 1940
- Frankreich: Juli 1940 bis Oktober 1941
- Ostfront, Nordabschnitt: Oktober 1941 bis Januar 1945
- Westpreußen: Januar bis März 1945

### Aufstellung
Die 227. ID wurde als Division der 3. Welle im August 1939 in Krefeld im Wehrkreis VI aufgestellt.

### Westwall
Im Anschluss diente die Division kurz danach im Verband der 5. Armee zum Grenzschutz in der Eifel. Im Dezember 1939 wurde sie der 6. Armee in der Heeresgruppe B unterstellt. Im Februar 1940 folgte zur Bereitstellung für den Fall Gelb eine Verlegung in den Raum Rheine/Gronau. 

### Fall Gelb
Aus dem Bereitstellungsraum begann der Verband mit dem X. Armeekorps und der 18. Armee am 10. Mai 1940 mit dem Vormarsch bis nach Enschede und Deventer. Weitere Erfolge waren die Einnahme des Fort Pannerden und den Durchbruch durch die Grebbelinie. Danach wurde bei Gent, Zwolle und Amersfoort die Lys überschritten und kurz danach kam es zur Kapitulation der Niederlande. 

### Atlantikwall
Nach der Kapitulation Frankreichs wurde die 227. Infanterie-Division u. a. zur Küstensicherung in der Normandie zwischen Le Havre und Mers-les-Bains stationiert.

### Verlegung an die Ostfront
Im Oktober 1941 wurde die 227. Infanterie-Division an die Ostfront zur Belagerung von Leningrad verlegt und der Heeresgruppe Nord unterstellt. Ihre ersten Gefechtshandlungen fanden mit dem XXVIII. Armeekorps an der Wolchowstellung statt. Während des Jahreswechsels 1941/42 kämpfte sie im Gebiet um Schlüsselburg und 1942 an den Sinjawino-Höhen, der Tschernaja und am Südufer des Ladogasees. Die Kämpfe zogen sich auch noch 1943 in diesem Gebiet hin, erst im Januar 1944 wurde der Druck der Roten Armee so stark, dass sich die 227. Infanterie-Division zusammen mit dem XXXXIII. Armeekorps auf rückwärtige Stellungen hinter der Narwa zurückziehen musste. Der Uferabschnitt von Omuti konnte noch bis zum Juni 1944 gehalten werden. 

### Baltikum
Im Juni/Juli 1944 wurde die 227. ID von der Narwa-Front abberufen und stand im Juli 1944 in Pskow unter dem XXXXIII. Armeekorps. Die 227. Infanterie-Division erlitt hohe Verluste, so dass sie sich weiter über Marienburg, Wenden und Riga zurückziehen musste. Während dieser Phase war die 227. Infanterie-Division dann bis Dezember 1944 dem L. (August), XXXXIII. (September), II. (Oktober) und XVI. Armeekorps (November/Dezember) unterstellt. 

### Kurland
Von Oktober 1944 bis Januar 1945 war die Division mit dem VI. SS-Korps in die Kurlandschlachten verwickelt. 

### Verlegung nach Westpreußen
Der völligen Vernichtung konnte sie durch den Abtransport mit Schiffen nach Westpreußen entgehen. Dort wurde sie in Abwehrkämpfe um Gotenhafen verwickelt.

### Vernichtung
In der zweiten Schlacht um die Tucheler Heide endgültig vernichtet wurde. Die Überlebenden wurden auf andere Heeresabteilungen aufgeteilt.

## Personen
| Dienstzeit                        | Dienstgrad             | Name                       |
| --------------------------------- | ---------------------- | -------------------------- |
| 1. September 1939 bis 6. Mai 1940 | Generalleutnant        | Friedrich Zickwolff        |
| 6. Mai bis 1. Juli 1940           | Generalleutnant        | Friedrich-Karl von Wachter |
| 1. Juli 1940 bis 12. April 1941   | Generalleutnant        | Friedrich Zickwolff        |
| 12. April 1941 bis 7. Juni 1943   | General der Artillerie | Friedrich von Scotti       |
| 7. Juni 1943 bis 11. Mai 1944     | General der Artillerie | Wilhelm Berlin             |
| 11. Mai 1944 bis unbekannt        | Generalmajor           | Maximilian Wengler         |

| Dienstzeit                          | Dienstgrad     | Name                                        |
| ----------------------------------- | -------------- | ------------------------------------------- |
| 1939 bis Januar 1941                | Major          | Karl-Heinrich Erich Graf von Klinckowstroem |
| Februar 1941 bis 10. Januar 1942    | Major          | Karl Zipper                                 |
| 10. Januar bis 15. März 1942        | Major          | Bußmann                                     |
| 15. März bis Dezember 1942          | Major          | Karl Zipper                                 |
| Dezember 1942 bis Januar 1943       | Major          | Dietrich Kördel                             |
| Januar bis März 1943                | Hauptmann      | Hans-Jürgen Vogler                          |
| März 1943 bis 1. September 1944     | Oberstleutnant | Günther Starck                              |
| 1. September 1944 bis 1. April 1945 | Major          | Reinhold Rehfeld                            |

## Gliederung
Veränderungen in der Gliederung der 227. ID von 1939 bis 1943
| 1940                    | 1943                             |
| Infanterie-Regiment 328 | Grenadier-Regiment 328           |
| Infanterie-Regiment 366 | Grenadier-Regiment 366           |
| Infanterie-Regiment 412 | Grenadier-Regiment 412           |
| Artillerie-Regiment 227 | Artillerie-Regiment 227          |
| Divisionseinheiten 227  | Divisionseinheiten 227           |
| --                      | Divisions-Füsilier-Bataillon 227 |